# 1-й Донской проезд
Пе́рвый Донско́й прое́зд (до 1936 года — Обо́зный прое́зд либо Пе́рвый Обо́зный прое́зд, до 1924 года — Пе́рвый прое́зд Донско́го Монастыря́; 7 июля 1967 года часть проезда была выделена в улицу Стасовой) — проезд в Южном административном округе города Москвы на территории Донского района.

## История
Первоначально проезд назывался Пе́рвый прое́зд Донско́го Монастыря́ по близости к Донскому монастырю и прилегавшей к нему Донской монастырской слободе. В 1924 году получил название Обо́зный прое́зд (по другим данным — Пе́рвый Обо́зный прое́зд), в 1936 году — современное название также по близости к Донскому монастырю и Донской монастырской слободе. 7 июля 1967 года часть проезда была выделена в улицу Стасовой.

## Расположение
Первый Донской проезд проходит от Донской улицы на юго-восток до улицы Шаболовки, с юго-запада к нему примыкает Дальний переулок.

## Транспорт

### Наземный транспорт
По 1-му Донскому проезду не проходят маршруты наземного общественного транспорта. У юго-восточного конца проезда, на улице Шаболовке расположена остановка «Улица Лестева» трамваев 14, 26, 47.

### Метро
- Станция метро «Шаболовская» Калужско-Рижской линии — северо-восточнее проезда, на улице Шаболовке.